# Aeshna verticalis
Aeshna verticalis (tên tiếng Anh là Green-striped Darner) là một loài chuồn chuồn ngô thuộc họ Aeshnidae. Found in đông bắc Hoa Kỳ và miền nam Ontario, Quebec, và New Brunswick.

## Hình ảnh

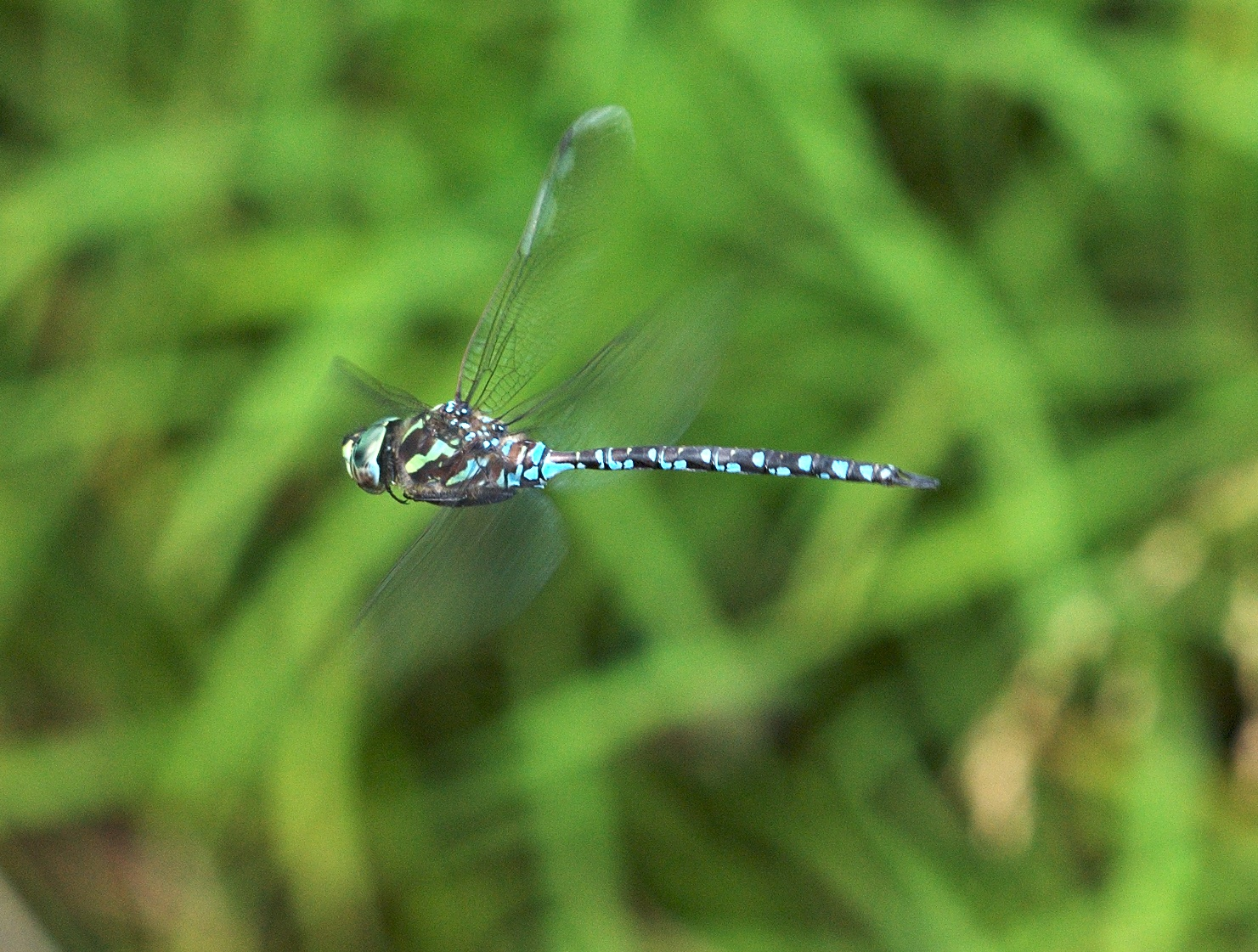

## Miêu tả
Nó có chiều dài 7.6 cm, tương tự như A. canadensis nhưng các dải thẳng đứng trên ngực đều có màu lục. Nó có hình chữ V mở rộng về phía sau lưng. Một số vết có thể có màu lục ở con cái.

## Loài tương tự
- Aeshna canadensis – Canada Darner